# Lake City (Carolina del Sur)
Lake City es una ciudad ubicada en el condado de Florence en el estado estadounidense de Carolina del Sur. La ciudad en el año 2000 tiene una población de 6.478 habitantes en una superficie de 12.5 km², con una densidad poblacional de 526.6 personas por km². 

## Geografía
Lake City se encuentra ubicada en las coordenadas 33°52′4″N 79°45′22″O / 33.86778, -79.75611. Según la Oficina del Censo, la ciudad tiene un área total de 12,5 km² (4,8 mi²), de la cual 12,4 km² (4,8 mi²) es tierra y 0,9 km² (0,3 mi²) (0.21%) es agua.

## Demografía
En el 2000 la renta per cápita promedia del hogar era de $22.534, y el ingreso promedio para una familia era de $32.111. El ingreso per cápita para la localidad era de $14.452. En 2000 los hombres tenían un ingreso per cápita de $26.316 contra $19.679 para las mujeres. Alrededor del 31.60% de la población estaba bajo el umbral de pobreza nacional. 

### Localidades adyacentes
El siguiente diagrama muestra a las localidades en un radio de 24 kilómetros (14,9 mi) de Lake City.